# Registrske tablice Črne gore
Registrske oznake Črne gore so se v trenutni obliki pričele izdajati 1. junija 2008, dve leti po razpadu Srbije in Črne gore. Sestavljene so iz dvočrkovne oznake občine, ki ji sledita okrogla podoba zastave Črne gore in serijska oznaka iz dveh črk in treh števk. Na levi strani se nahaja modro polje z mednarodno avtomobilsko oznako države (MNE).
Do leta 2008 so v Črni gori uporabljali tablice Zvezne republike Jugoslavije, ki so bile podobne tablicam SFRJ, le da so namesto rdeče zvezdice vsebovale zastavo države. Ker so bile jugoslovanske tablice znatno krajše od evropskega standarda, so imele na levi strani pogosto dodano polje s simbolom in oznako države. Srbija je po razpadu Srbije in Črne gore obdržala takšne tablice do konca leta 2010, ko so uvedli nove.

## Oznake občin
Po starem sistemu je bilo za Črno goro predvidenih enajst območnih oznak. Z uvedbo novega formata tablic je vsaka izmed občin dobila svojo registrsko oznako. Trenutno je Črna gora razdeljena na 25 občin (zadnja je bila leta 2022 ustanovljena občina Zeta):
- AN – Andrijevica
- BA – Berane
- BD – Budva
- BP – Bijelo Polje
- BR – Bar
- CT – Cetinje
- DG – Danilovgrad
- GS – Gusinje
- HN – Herceg Novi
- KL – Kolašin
- KO – Kotor
- MK – Mojkovac
- NK – Nikšić
- PG – Podgorica
- PL – Plav
- PT – Petnjica
- PŽ – Plužine
- PV – Pljevlja
- RO – Rožaje
- ŠN – Šavnik
- TV – Tivat
- TZ – Tuzi
- UL – Ulcinj
- ZT – Zeta
- ŽB – Žabljak